# Ploettnera exigua
Ploettnera exigua är en svampart som först beskrevs av Gustav Niessl von Mayendorf, och fick sitt nu gällande namn av Franz Xaver von Höhnel 1918. Enligt Catalogue of Life ingår Ploettnera exigua i släktet Ploettnera, ordningen disksvampar, klassen Leotiomycetes, divisionen sporsäcksvampar och riket svampar, men enligt Dyntaxa är tillhörigheten istället släktet Ploettnera, familjen Dermateaceae, ordningen disksvampar, klassen Leotiomycetes, divisionen sporsäcksvampar och riket svampar. Arten är reproducerande i Sverige. Inga underarter finns listade i Catalogue of Life.